# Сек'юритизація активів
Сек'юритизація активів — це складний та багатогранний процес, у якому беруть участь багато різних за видами діяльності суб'єктів господарювання та державні регулятори. Відповідно сек'юритизацію можна розглядати принаймні з точок зору права, економіки, фінансів. 
З точки зору права основними стадіями сек'юритизації є: 
1) набуття суб'єктом господарювання (банком, торговим або промисловим підприємством), який отримує статус кредитора, прав вимоги до боржника на підставі укладених між ними договору щодо виконання останнім грошових зобов'язань (далі — Права вимоги); 
2) створення спеціальної юридичної особи, виключним (єдиним) видом діяльності якої є придбання зазначених прав вимоги, випуск боргових цінних паперів і виконання зобов'язань за ними виключно за рахунок Прав вимоги (в англомовній літературі така особа називається SPV); 
3) відчуження спеціальній юридичній особі Прав вимоги 4) державна реєстрація випуску боргових цінних паперів, зобов'язання за якими виконуватимуться виключно за рахунок Прав вимоги та їх придбання інвесторами 5) виконання спеціальною юридичною особою зобов'язань за борговими цінними паперами виключно за рахунок Прав вимоги.
З точки зору економіки такий процес описують як виведення активів із балансу підприємства, банку тощо, та їх рефінансування за допомогою емісії цінних паперів на ринку капіталу (класичне визначення, близьке до визначення традиційної сек'юритизації). Основною ідеєю традиційної сек'юритизації є правове ізолювання пулу активів з метою їх рефінансування на ринку капіталу виключно на базі активів. На відміну від традиційної сек'юритизації, в рамках синтетичної сек'юритизації продається не пул активів, а визначений ризик (ізольований, наприклад, за допомогою кредитного деривативу), пов'язаний з пулом активів. Пул залишається у власності оригінатора.
Цінні папери забезпечені активами (англ. Asset Backed Securities (ABS)) — цінні папери, які забезпечені пулом активів. Відсотки та повернення номінальної суми зазначених цінних паперів здійснюється із грошових потоків активів пулу.

## Приклад застосування на практиці
Банк продає пул кредитів підприємству особливого призначення, купівлю яких останній фінансував емісією «ABS». Пул активів складається з куплених кредитів, адже підприємство особливого призначення не володіє ніякими іншим активами. «ABS» поділені на транші, які передбачають різний максимальний відсоток втрат. З метою страхування зазначеної трансакції банк викупляє назад траншу перших збитків, яка передбачала найбільший відсоток збитків, і фактично повертає собі всі ризики із проданих кредитів. Якщо транша перших збитків становить, наприклад, тільки 5 % суми всіх сек'юритизованих кредитів, банк звільняв резерви регулятивного капіталу з-під 95  % активів, і йому залишалося утворити тільки регулятивний резерв під траншу перших збитків в розмірі 5  %. Змальовану схему банки застосовували в минулому для неправомірного зменшення регулятивного капіталу в обхід чинного законодавства — банк утворював резерви в розмірі 5  % всієї емісії, продовжуючи тримати ризики всієї емісії. Цьому особливо сприяв підхід «стриження під одну гребінку» «Базель І», в рамках якого коефіцієнт ризику встановлювався не в залежності від ризику контрагента, а від його приналежності до певної категорії контрагентів. Цю проблему вирішено в рамках «Базель ІІ».
Станом на 01.08.2015 р. в Україні здійснено декілька синтетичних сек'юритизацій (випущені звичайні іпотечні облігації Укргазбанком, Державною іпотечною установою, Ощадбанком), однак жодної класичної (Приватбанк секюритизуввав автомобільні та іпотечні за кордоном).